# جعفر بن محمد التميمي
جعفر بن مُحَمد بن خفاجة التميمي (205 هـ - 264 هـ / 820م - 878م) أمير وقائد عسكري من الأمراء والقادة الشجعان في الدولة الأغلبية، ولي إمارة صقلية عام 258 هـ في عهد الملك محمد الثاني بن أحمد الأغلبي وأستمر أميراً عليها حتى وفاته عام 264 هـ في عهد الملك إبراهيم الثاني بن أحمد الأغلبي، ودامت إمارته على صقلية ستة سنوات، قاد فيها حملات ناجحة ضد الإمبراطورية البيزنطية وفتح أماكن من جزيرة صقلية ومنها عاصمتها مدينة سرقوسة وقام بإنهاء الوجود البيزنطي في الجزيرة.